# Waldek Goszcz (album)
Waldek Goszcz – debiutancki i jedyny solowy album polskiego aktora, piosenkarza i modela Waldemara Goszcza wydany 19 listopada 2001 roku. W nagrywaniu płyty Goszcza w studio wspomagali m.in. Janusz Onufrowicz, Sebastian Piekarek i Krzysztof Jaworski. Utwory są inspirowane muzyką pop spod znaku D-Train i Prince’a, funkiem i soulem wytwórni Motown oraz elektroniką z lat 80. XX wieku. Na albumie znalazł się użyty w serialu Adam i Ewa utwór „Orfeusz” oraz singel „Lalka”.

## Lista utworów
1. „Lalka” – 3:06
2. „Druga strona lustra” – 3:16
3. „Wrzuć na luz” – 3:18
4. „Odejdę jak deszcz” – 4:29
5. „Słońce pali strach” – 2:41
6. „Iść w stronę słońca” – 3:14
7. „Spragnieni” – 3:43
8. „Było minęło” – 3:27
9. „Jeśli cisza ma trwać” – 3:38
10. „Saint-Tropez” – 3:33
11. „Popijam księżyc” – 3:55
12. „Jesienne włosy” – 2:44
13. „Orfeusz” – 3:19
14. „Tylko miłość” – 3:11

Źródło: discogs.com.

## Twórcy
- Waldemar Goszcz – wokal
- Krzysztof Jaworski – gitara basowa, kontrabas
- Piotr Remiszewski – producent, programowanie, bębny, instrumenty perkusyjne i klawiszowe, aranżacja
- Piotr Skotnicki – instrumenty klawiszowe, aranżacja
- Sebastian Piekarek – gitary